# Henrietta Boggs
Henrietta Longstreet Boggs (6 de maio de 1918 - 9 de setembro de 2020) foi uma autora, jornalista e ativista americana. Ela serviu como primeira-dama da Costa Rica de 1948 a 1949 nos anos imediatamente após a Guerra Civil da Costa Rica. Ela completou 100 anos em maio de 2018.

## Biografia
Boggs nasceu em Spartanburg, South Carolina. Ela era filha de Mary Esther Long e Ralph Emerson Boggs, um presbiteriano mais velho. Em 1923, sua família mudou-se para Birmingham, Alabama, onde seu pai começou um negócio de construção.
Após concluir o ensino médio, Boggs frequentou o Birmingham–Southern College, onde estudou inglês e foi repórter do jornal estudantil. Durante as férias de verão, Boggs foi visitar sua tia e seu tio, que se aposentaram na Costa Rica. Lá conheceu e casaria com José Figueres Ferrer.
Figueres iria liderar as forças de oposição na Guerra Civil de 1948 na Costa Rica. Nesse sentido, ele liderou uma revolução democrática bem-sucedida contra o governo, aboliu o exército e catapultou Boggs para o papel de primeira-dama. Desse ponto de vista, ela lutou com sucesso para dar às mulheres costa-riquenhas o direito de voto. Com o tempo, Boggs percebeu que o casamento e a vida na política eram incompatíveis, dado seu espírito independente no que ainda era uma sociedade patriarcal. Boggs se divorciou de Figueres em 1954, e ela levou seus filhos para a cidade de Nova York, onde trabalhou para a delegação da Costa Rica nas Nações Unidas enquanto perseguia sua paixão pela escrita.
Boggs nasceu durante a pandemia de influenza de 1918 e morreu em sua casa em Montgomery, Alabama em 9 de setembro de 2020 de COVID-19 durante a pandemia de COVID-19 no Alabama aos 102 anos de idade.

## Documentário
Seu livro de memórias de 1992 sobre seus anos na Costa Rica, Married to a Legend: My Life with Don Pepe, é popular entre os leitores nos Estados Unidos e na Costa Rica e é o tema do documentário First Lady of the Revolution. O filme foi produzido pela Spark Media, uma empresa de documentários com sede em Washington, D.C.